# Умай
Ума́й, Ыма́й (др. тюрк. ‏𐰆𐰢𐰖‎) — древнейшее женское божество тюркских и монгольских народов, занимало второе место после Тенгри. Среди современных народов известно у алтайцев, башкир, бурят, казахов, киргизов, монголов, татар, хакасов и других. Самые древние упоминания божества известны в древнетюркском письме.

## Описание
Умай — особо высокочтимое земное женское божество, доброжелательный (байана) дух, покровительница детей и рожениц. Перед родами, охраняя роженицу и младенца, Умай располагалась у входа на левой стороне юрты, считавшейся чистой. Олицетворение женского начала отразилось и в самом имени Умай, что означало чрево матери, матку и даже отрезанную пуповину.
В честь Умай в переднем углу юрты подвешивали вместе с другими изображениями куколку, сшитую из синей материи, которую кормили кашицей, если ребёнок заболевал. Под её особой защитой находились новорождённые и дети колыбельного возраста, зыбку которых она качала, а затем оберегала ребёнка до шести лет, пока он не встанет на ноги. От неё зависела жизнь и здоровье ребёнка, так как она охраняла его от злых сил и духов.

## Упоминания
В памятнике в честь Кюль-тегина соответствующая строка в транскрипции и переводе П. М. Мелиоранского гласит:

«Умај-тäг öгäм катун кутына інім кÿl-тäгін äр ат болды», что значит: «Для (то есть на радость) её Величества моей матери-катун, подобной Умай, мой младший брат, Кюль-Тегин, стал зваться мужем».
К переводу П. М. Мелиоранский дал следующее примечание: «В переводе я принял слово „кут, счастье“ за титул… грамматически возможно перевести и „на счастье моей матери“ и т. д. „Умай“ есть известное божество, до сих пор почитаемое шаманистами на Алтае (см. в словарях В. Радлова и В. Вербицкого)».

В. В. Бартольд также считал Умай женским божеством и покровительницей детей.
В Хакасии словом Умай (Ымай), помимо богини, называлась также душа ребёнка от рождения до момента, когда он начинал ходить.
Те или иные состояния детей связывались с действиями Умай. Если ребёнок улыбается во сне, это значит, что с ним разговаривает Умай, если плачет, значит его пугают злые духи, а Умай на время отлучилась. Болезнь ребёнка — это верный признак отсутствия Умай. В этом случае обращались к шаману, который при камлании узнавал, похищена ли его душа злым духом, так как это грозило смертью ребёнка.
Шорцы почитали «мать Умай» (Май-иче) как покровительницу детей, и имели представление о злом духе Кара-Умай, которую связывали с болезнью и смертью детей.

## Символические изображения
Символические изображения, посвященные Умай (Май-иче) у шорцев — маленький лук со стрелой, которые вешались над колыбелью, берестяная люлька, проткнутая стрелкой (для мальчика) или веретеном (для девочки), деревянная стрела, которую клали в колыбель. Телеуты представляли Май-энэ в виде молодой женщины с серебряными волосами, которая спускалась с небес по радуге и охраняла детей с помощью золотого лука. Киргизы обращались к Умай-энэ при рождении и болезни детей. Кумандинцы считали, что Умай-энэ (как и женское божество огня) боится воды.
Изображалась богиня-мать с золотыми волосами, с гребневидной прической.
Игрища её располагались на Сурун-горе, она владела молочным озером (Сут кёл), в котором омываются родовые духи шаманов и очищаются души людей. Чистая Умай (Май-Эне) спустилась от Ак-Ульгеня.
Функции Умай у алтайцев теленгитов выполняла Дьайачы, имя которой означает «творец» (имя собирательное). У шаманистов Умай выполняет функции покровительницы рожениц, помогает им при родах, обрезает белой щепкой пуповину ребёнку. Она не только добрый дух, но и ангел смерти, который берёт душу умирающего. Кроме того, от неё зависело плодородие. К Умай обращались бездетные и малодетные супруги, испрашивая кут на детей. Умай также олицетворяла плодородие. Женщина была земным воплощением Умай.
Считается, что Умай спустилась на землю с двумя берёзами.
Некоторые исследователи считают, что одно из ранних изображений Умай приведено на валуне из могильника Кудыргэ (Кудыргинский сюжет). Валун был вывезен в Ленинградский музей этнографии, где был потерян во время блокады города во Вторую мировую войну.
По мнению Ш. Р. Шакуровой и В. Г. Котова, богиня Умай родственна птице Хумай башкирского фольклора.